# Tricyphona (Tricyphona) megastigma
Tricyphona (Tricyphona) megastigma is een tweevleugelige uit de familie Pediciidae. De soort komt voor in het Oriëntaals gebied.